# Taco Bell

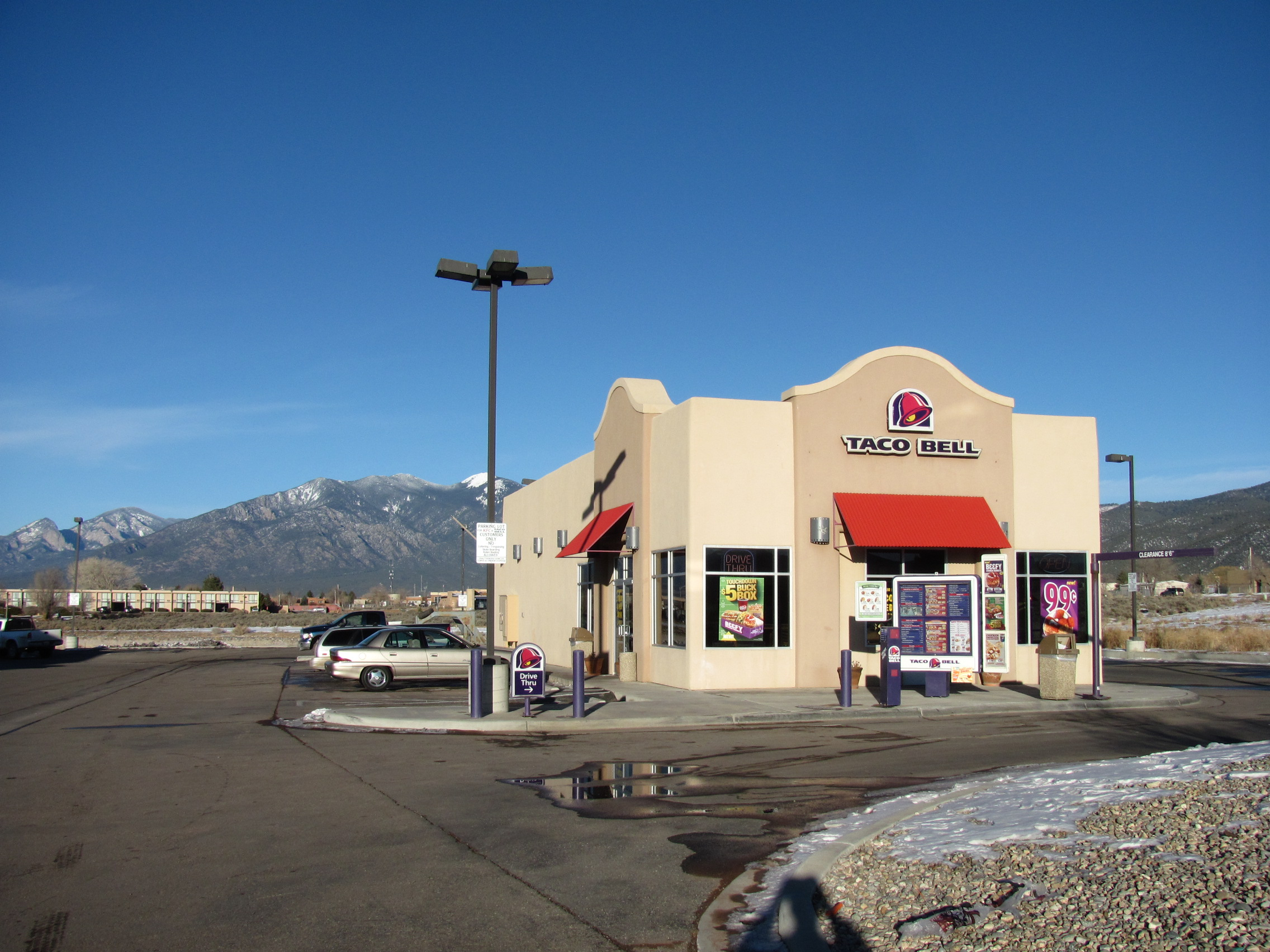
Egy Taco Bell étterem

A Taco Bell egy amerikai gyorsétterem-üzlethálózat.

## A cég
A Taco Bell védjegy a Yum! Brands, Inc. tulajdonában van. A franchise rendszerben működő üzlethálózatot Glen Bell alapította, a központja a kaliforniai Irvine-ban van. Az Amerikai Egyesült Államokban mintegy 6500 Taco Bell van, a világon ezen kívül még kb. 280. Magyarországon jelenleg (2023) nincs.

## Kínálatának jellege
1. ↑  https://www.grubstreet.com/2012/03/taco-bell-50th-anniversary-favorite-dishes.html

A Taco Bell ételválasztéka tex-mex jellegű, vagyis nem az eredeti mexikói ízlésnek felel meg, hanem a mexikói ízlés az Amerikai Egyesült Államok déli részén jellemző ún. texasi jellegével ötvöződik. Nevét fő menüjéről, a tacóról kapta, valószínűleg ennek harangra emlékeztető formájára utal a "Bell" (angolul: harang) szó, de ez az alapító neve is. További jellemző Taco Bell termékek: tortilla, fajitas, burrito, empanada, mexikói pizza, enchilada és quesadilla.

## A Taco Bell története

### Glen Bell
A második világháborúból frissen hazaérkező Glen Bell 1946-ban nyitotta hot dog árus standját San Bernandinoban, Bell's Drive-In néven, és elsajátította a kereskedelem alapjait. A sors játéka folytán éppen Bell szomszédságában nyitották a McDonald testvérek is első éttermüket. Ha fent akart maradni az üzleti versenyben, sürgősen új ötlettel kellett előállnia a hamburgerek helyett: ekkor kezdett kísérletezni a mexikói ízekkel. Megszületett a ma is jól ismert taco szósz, a speciális Taco Bell-féle taco és tortilla.
A megálmodott gyorséttermek építésének pénzügyi feltételei továbbra is kérdésesek voltak. A második taco stand megnyitásának költségeit egy helyi jégkrém gyár állta, amiért Glen Bell vállalta termékeik forgalmazását. 1956-ra már három Taco Tia működött, évi 50 000 dollár nyereséget termelve. Befektető társaival azonban összekülönbözött, eladta részesedését és új társakkal új hálózatot indított El Taco néven. 1962-ben ezt is otthagyta, és megnyitotta az első Taco Bell éttermét, amelyet hamarosan hét újabb követett.

### Taco Bell
1964-ben adta el az első Taco Bell franchise jogot egy korábbi Los Angeles-i rendőrnek. Ettől fogva új korszak kezdődött: néhány éven belül Glen Bell egy több, mint száz éttermet magában foglaló, országszerte népszerű vállalkozás tulajdonosa volt, részvényei árfolyama soha nem látott magasságba emelkedett. A részvények egy részét PepsiCo Inc. részvényekre cserélte, és egy csapásra milliomos lett.
1977-ben nyílt meg az első külföldi étterme Guam-ban, 1984-ben megfiatalította a Taco Bell dizájnt és bevezette az autósoknak szánt kiadó ablakokat és az ingyenes üdítő utántöltést. Apró Taco Bell egységek nyíltak a repülőtereken, benzinkutakon, egyetemeken és kikötőkben.
1995-ben a PepsiCo Restaurant International felvásárolta a Taco Bell mellé a KFC-t és a Pizza Hut-ot is. 2002-ben a márkák a Yum! Brands Inc. tulajdonába kerültek.

## Külső hivatkozások
- Hivatalos honlap (angolul)